# Tmesisternus heurni
Tmesisternus heurni là một loài bọ cánh cứng trong họ Cerambycidae.